# Поники
Поники — село в Банськобистрицькому окрузі Банськобистрицького краю Словаччини. Перша письмова згадка про село датується 1282 роком.

## Населення
| Рік:            | 1994. | 2004.   | 2014.   | 2024.   |
| --------------- | ----- | ------- | ------- | ------- |
| Кількість осіб: | 1538  | 1567    | 1564    | 1554    |
| Різниця:        |       | +1,88 % | -0,19 % | -0,63 % |

| Рік:            | 2023. | 2024.   |
| --------------- | ----- | ------- |
| Кількість осіб: | 1540  | 1554    |
| Різниця:        |       | +0,90 % |

Етнічний склад населення станом на 2001 рік: словаки — 97,36 %, чехи — 0,39 %, цигани — 0,64 %, русини — 0,32 %, українці — 0,06 %, угорці — 0,06 %.
Станом на 31 грудня 2010 року в селі проживала 1 590 осіб, з них 771 чоловік та 819 жінок.